# Taufers im Münstertal
Taufers im Münstertal (italienisch Tubre, rätoromanisch Tuorⓘ) mit 954 Einwohnern (Stand 31. Dezember 2023) ist die westlichste Gemeinde Südtirols in Italien und liegt auf 1250 m über dem Meeresspiegel. Die Gemeinde liegt im unteren Münstertal.

## Geographie

### Lage
Die Gemeinde Taufers befindet sich im unteren Münstertal, einem Seitental des Vinschgaus im äußersten Westen Südtirols, direkt an der italienisch-schweizerischen Staatsgrenze zum Kanton Graubünden. Dieses wird hier vom Rambach in nordöstliche Richtung durchflossen. Die Berge auf der orographisch linken Talseite gehören zur Sesvennagruppe. Am namensgebenden Piz Sesvenna (3204 m) erreicht das Gemeindegebiet seinen höchsten Punkt. Der das Münstertal bei Taufers auf der orographisch rechten Seite begrenzende Chavalatschkamm wird zu den Ortler-Alpen gerechnet und ist im Nationalpark Stilfserjoch unter Schutz gestellt.
Taufers grenzt an die Südtiroler Gemeinden Mals, Glurns, Prad und Stilfs sowie an die Graubündner Gemeinden Val Müstair und Scuol.

### Siedlungspunkte

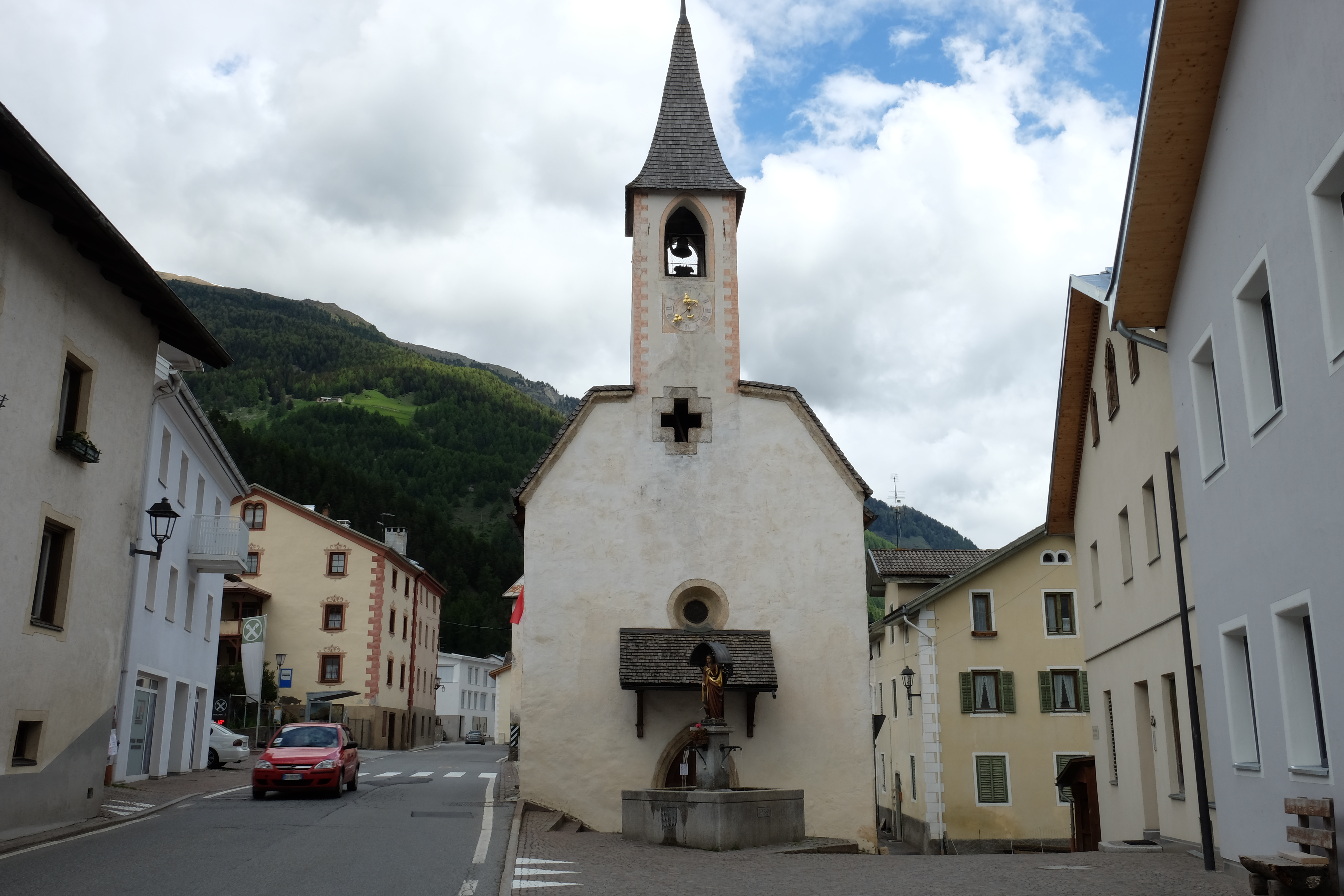
Dorfstraße mit Nikolauskirche

Die Siedlungspunkte von Taufers liegen zwischen 1105 m (Unterrifair) und 1723 m (Egghof Tella) über dem Meeresspiegel.
Der Hauptort Taufers auf etwa 1250 m Höhe ist ein langgezogenes Straßendorf und erstreckt sich, obwohl er nur etwa 700 Einwohner zählt, über 1,5 km. In diesem Teil der Gemeinde liegen alle öffentlichen Einrichtungen (Schule, Gemeindeamt, Arztambulatorium, Pfarrkirche), fast alle Gasthäuser und Läden. Am Beginn des Hauptortes befindet sich auch die St.-Johann-Kirche, deren Ursprünge bis auf das 9. Jh. zurückgehen sollen.
Rifair (rätoromanisch Raveraⓘ) ist unterteilt in zwei Weiler: Unterrifair (Rifair) und Oberrifair (Schlossoir). Während Unterrifair wiederum langgestreckt zwischen dem Rambach, dem Hauptgewässer des Münstertales und dem Bergfuß liegt, ähnelt Oberrifair eher einem Haufendorf.
Puntweil war ursprünglich ein Haufendorf, das in letzter Zeit aufgerissen wurde, gleichzeitig schrumpfte auch seine Bevölkerung. Die Siedlung an der Grenze entstand in der Neuzeit. Sie dient fast ausschließlich dem Handel mit dem Ausland und dem Grenzbetrieb. Nach dem Ersten Weltkrieg wurden dort zunächst ein Verwaltungsgebäude, eine Kaserne und zwei Gasthäuser errichtet.
Tella ist eine Höfegruppe, die auf südexponierter Lage über dem Talboden liegt. Die Bewohner der Höfe betreiben ausschließlich Landwirtschaft: Baustadelhof (1370 m), Schlosshof (1509 m), Kasparethof (1534 m – abgebrannt 1985), Bachhof (1558 m), Gandhof (1671 m), Egghof (1723 m) und Sommhof (1802 m – 1939 abgebrannt). An diesem Hang wurden zu Beginn des Mittelalters auch die Burgen Rotund, Reichenberg und Helfmirgott erbaut.
Die Gesamtfläche des Gemeindegebietes auf italienischem Staatsgebiet beträgt 4603 ha. Davon werden zurzeit noch etwa 350 ha als Äcker oder Wiesen genutzt. Weiters besitzt die Gemeinde Taufers 42,5 ha Wald und Weideland jenseits der Staatsgrenze in der angrenzenden Gemeinde Müstair in der Schweiz.

## Geschichte
Das Tal war schon in der Antike leicht besiedelt. Durch das Tal lief eine Römerstraße. In Puntweil südwestlich von St. Rochus finden sich römerzeitliche Baustrukturen, die in der Karolingerzeit neu bebaut wurden. Bereits im frühen Mittelalter ist ein Hospiz nahe der Kirche St. Johann belegt.
Lange Zeit waren die Besitzverhältnisse zwischen dem Bistum Chur und der Grafschaft Tirol unklar und umstritten. Im Schwabenkrieg wurde Taufers durch die Kampfhandlungen schwer in Mitleidenschaft gezogen. Spätestens seit dem 16. Jahrhundert galt das „Landesconfinkreuz ob Puntweil“ als Grenze zwischen dem Gotteshausbund (und in der Folge der Schweiz) einerseits und Tirol bzw. dem Kaisertum Österreich andererseits. Noch heute befindet sich an dieser Stelle der Grenzübergang. Die Gemeinde gehörte bis 1809 dem Bistum Chur an, als sie zunächst provisorisch, ab 1816 formell der Diözese Brixen angeschlossen wurde. Im Vertrag von St. Germain 1919 wurde Taufers zusammen mit dem gesamten heutigen Trentino-Südtirol Italien zugesprochen.
Als eines der letzten Dörfer im Vinschgau gab Taufers spätestens um 1800 die rätoromanische Sprache zugunsten der deutschen Sprache auf. Noch heute zeugen jedoch Orts-, Flur- und Höfenamen von der romanischen Vergangenheit. Taufers ist 881 als Tuberis erstgenannt. Das Toponym lässt sich mehrmals in Tirol finden, etwa als Langtaufers oder Taufers (bei Bruneck), seine Etymologie ist unbekannt. Rifair ist 1322 als Rivare genannt und geht auf lateinisch riparia ‚Uferlandschaft‘ zurück. Puntweil (1322 Puntvile) kommt von lateinisch pontis villa ‚Brückensiedlung‘.

## Politik

### Bürgermeister
Bürgermeister seit 1952:
- Alfons Dietl: 1952–1969
- Serafin Schgör: 1969–1980
- Rudolf Schütz: 1980–1985
- Heinrich Peer: 1985–1995
- Serafin Schgör: 1995–2000
- Hermann Fliri: 2000–2015
- Roselinde Gunsch Koch: seit 2015

### Wappen
Schild schrägrechts geteilt, oben rot, unten von Blau und Silber schräg gerautet.
Wappen der Herren von Reichenberg, welche vom 12. Jahrhundert an bis 1373 auf der gleichnamigen Burg über Dorf Taufers als Lehnsträger der Bischöfe von Chur saßen. Das Geschlecht ist zu Beginn des 15. Jahrhunderts ausgestorben.

## Bevölkerung
Taufers ist gemäß den erhobenen Sprachgruppenzugehörigkeitserklärungen bzw. Sprachgruppenzuordnungserklärungen eine weitgehend deutschsprachige Gemeinde. Als Berechnungsgrundlage der folgenden Prozentwerte wurden die gültigen Erklärungen von Personen mit italienischer Staatsbürgerschaft herangezogen.
| Sprache     | 1981    | 1991    | 2001    | 2011    | 2024    |
| ----------- | ------- | ------- | ------- | ------- | ------- |
| Deutsch     | 92,98 % | 94,55 % | 95,42 % | 97,85 % | 97,68 % |
| Italienisch | 7,02 %  | 5,45 %  | 4,58 %  | 2,15 %  | 2,32 %  |
| Ladinisch   | 0,00 %  | 0,00 %  | 0,00 %  | 0,00 %  | 0,00 %  |

## Bildung
In Taufers gibt es eine Grundschule für die deutsche Sprachgruppe.

## Verkehr
Für den Kraftverkehr ist Taufers durch die SS 41 erschlossen.

## Sehenswertes

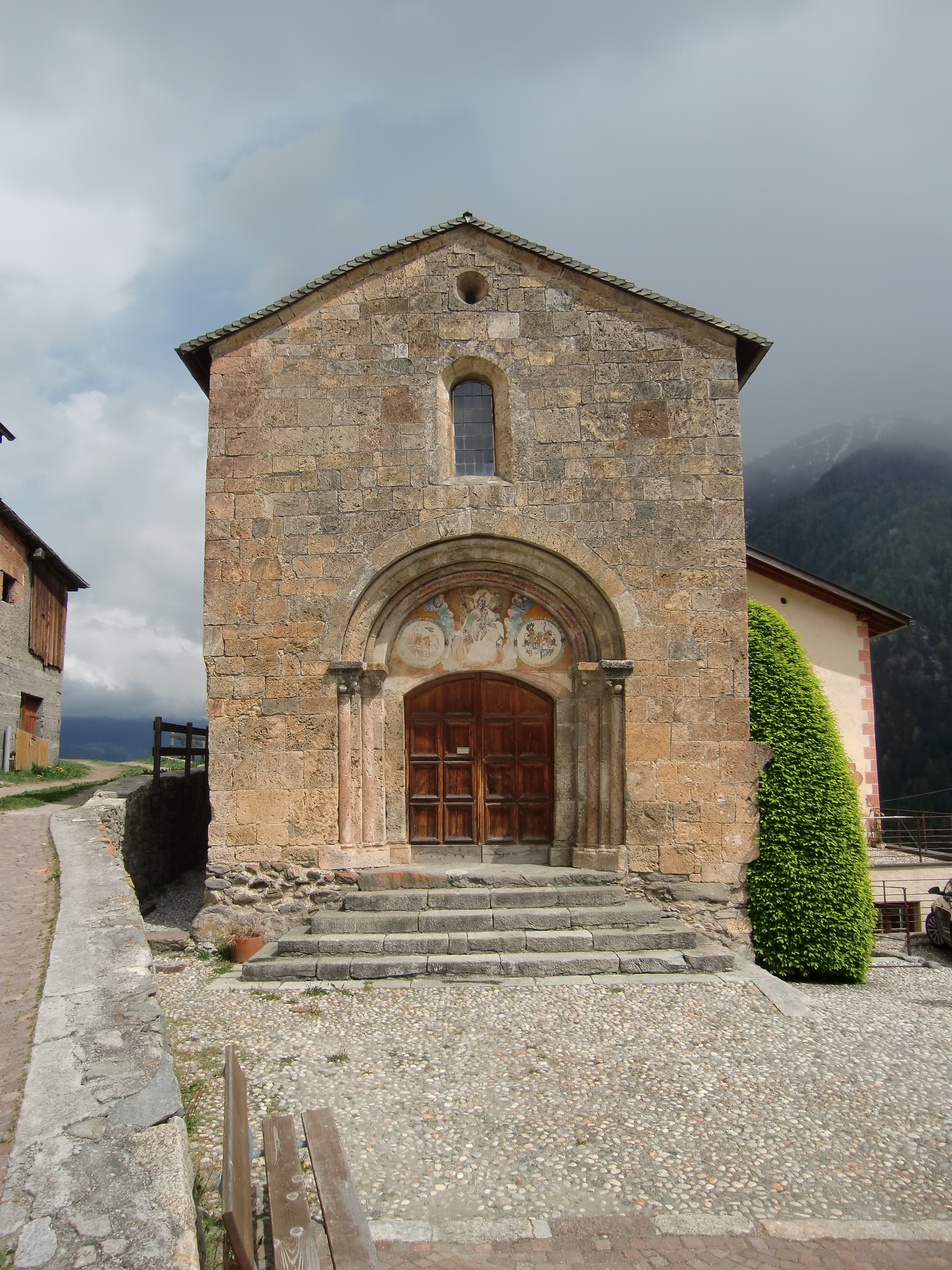
St. Johann

## Persönlichkeiten

### Söhne und Töchter der Gemeinde
- Peter Wiesler (1820–1885), Politiker, Mitglied des Abgeordnetenhauses 1867–1868, 1869–1870[6]
- Heini Holzer (1945–1977), Alpinist, Extremskifahrer